# Fiona Staples
Fiona Staples es una artista de cómic canadiense, más conocida por su trabajo en libros como North 40, DV8: Gods and Monsters, T.H.U.N.D.E.R. Agents y Saga. Ha sido considerada como una de las mejores artistas de la industria actual.

## Influencias
Entre los libros que influyeron sobre el trabajo de Staples figuran The Princess and the Goblin de George MacDonald, Dragon of the Lost Sea, de Laurence Yep, Redwall de Brian Jacques, y Las Crónicas de Narnia de C. S. Lewis.

## Carrera
El primer trabajo publicado de Staples fue "Amphibious Nightmare", un cómic de 24 horas incluido en la antología 24 Hours Comics Day Highlight en 2005. Su primera serie, en 2006, fue Down to Death junto al escritor Andrew Foley para Markosia. Fue una de las ilustradoras de la novela gráfica Trick 'r Treat, adaptación de la película del mismo nombre. Fue lápiz final y entintadora de The Secret History of the Autorithy, escrita por Mike Costa. También coloreó el arte de Frazer Irving para la historia de 2000 AD Button Man.

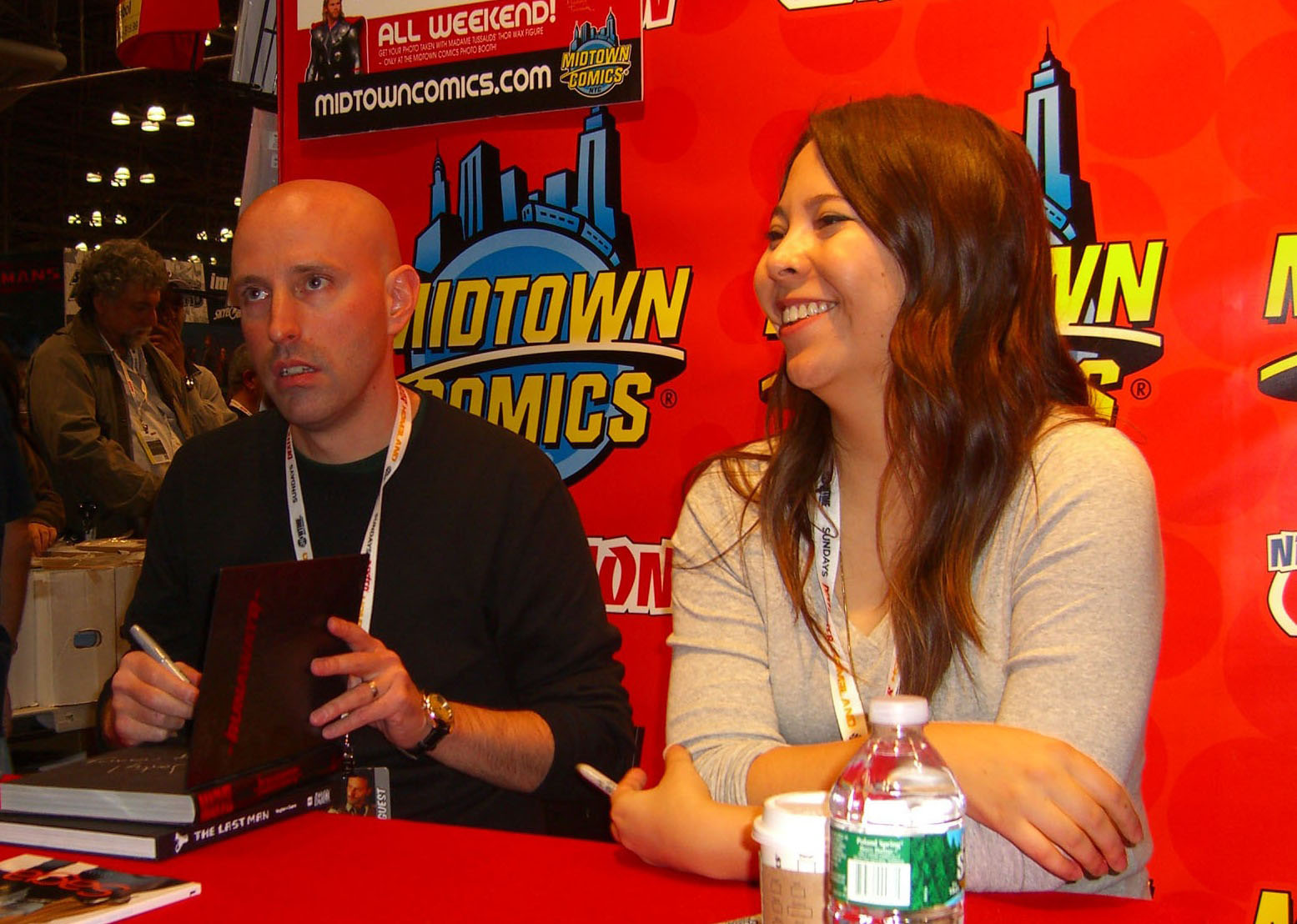
Staples y Brian K. Vaughan en el stand de Midtown Comics en la New York Comic Con de 2012.

En marzo de 2012 Image Comics publicó el primer volumen de Saga, una serie concebida por el escritor Brian K. Vaughan. Stables y Vaughan se conocieron por medio de un amigo mutuo, el escritor Steve Niles, con quien Staples trabajó en Mistery Society. Vaughan eligió a Staples como su colaboradora tras ver su trabajo y afirmó que: "Su obra de arte es increíble. No se parece a ninguna otra cosa. Ella es única. Cuando abrí el trabajo dije '¡Esto va a funcionar! " Staples es copropietaria de Saga, y diseñó los personajes y todas las naves y especies alienígenas de la historia. También es la autora de las cubiertas y de la escritura manuscrita de la narración (usando su propia caligrafía), siendo este el último paso antes de terminar una página.
En 2015, Staples y el escritor Mark Waid formaron el equipo creativo para los primeros tres números del relanzamiento de Archie Cómics en celebración del 75.º aniversario del personaje. Staples, quién anteriormente había proporcionado cubiertas para el editor, contribuyó con su estilo de dibujo distintivo antes que utilizar el de Archie, y diseñó "un nuevo estilo y un tono más agudo" para el cómic, cuyas historias retratarán al personaje en situaciones más oscuras y complicadas, aunque no estrictamente para un público adulto.

## Técnica y materiales

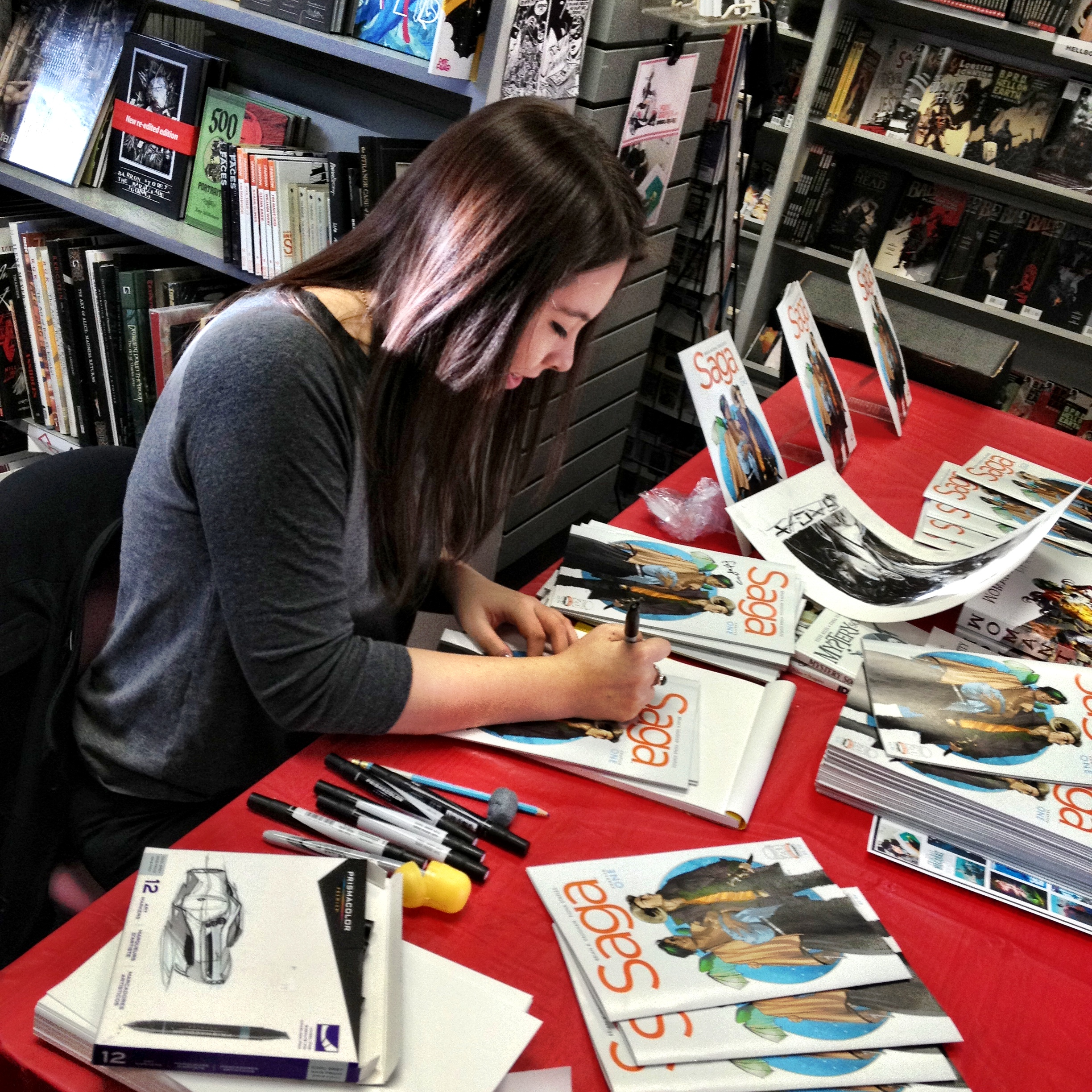
Staples en Calgary, Alberta, Canadá.

Staples comenzó a crear su arte de manera digital años previos a su trabajo en Saga, aunque su proceso para esta serie es diferente de los anteriores. Comienza con bosquejos, dibujados bruscamente en plantillas de papel impreso. Durante esta etapa Staples piensa los diseños y escenificación. Luego de escanear los bosquejos los agranda y utiliza como lápices rudimentarios y aplica la tinta sobre ellos con Manga Estudio.
En Saga, Staples entinta las figuras en bolígrafo-y-tinta, utilizando fotografías de ella misma para finalizar las poses. Luego lo importa a Photoshop, donde pinta los fondos en un solo color para conseguir un estilo inspirado en videojuegos y animación japonesa.

## Recepción crítica
El trabajo de Staples en Saga fue aclamado en numerosas reseñas. El sitio web especializado Ain't It Cool News lo caracterizó como "glorioso"  y P.S. Hayes de Geeks of Doom alabó su arte como "asombroso", agregando que "desde la preciosa cubierta pintada hasta la última página, cumple de todas las maneras artísticamente posibles. Debe ser difícil recibir un guion como este e intentar saber qué hacer, pero lo logra hermosamente. Todo luce como si perteneciera al universo. Sus fondos son elaborados, y aun así no distraen ni les quita protagonismo a los personajes principales."
Alex Zalben de MTV Geek pronosticó que los lectores " se enamorarían locamente" con el trabajo, y Greg McElhatton de Comic Book Resources lo comparó positivamente con el de Leinil Francis Yu, específicamente por el uso de líneas delicadas para enmarcar personajes con figuras grandes e intrépidas, y su mezcla de lo familiar y lo extraño en el diseño de los personajes para diseñar un universo visualmente cohesionado. AICN destacó el manejo que Staples hace de las tomas espaciales y otros adornos del género, al mismo tiempo que su maestría de las expresiones faciales que se adaptan perfectamente al sutil diálogo de Vaughan.

### Arte interior
- 24 Hour Comics Day Highligts 2005: "Amphibious Nightmare" (también escrito, About Comics, 2005)
- Done to Death (junto a Andrew Foley, edición limitada de 6 números, Markosia, julio de 2006-enero de 2009)
- Button Man: "Book IV: The Hitman's Daughter" (colorista, junto a John Wagner y Frazer Irving, en 2000 AD #1551-1566, 2007)
- Proof #6-8 (colores, junto a Alexander Grecian y Riley Rossmo, Image Comics, marzo–mayo de 2008)
- The Secret History of the Authority: Hawksmoore (junto a Mike Costa, edición limitada de 6 números, WildStorm, junio de 2008 - marzo de 2009)
- Takes from the Black Museum: "The Incredible Teatime Torture Show" (colorista, junto a Tony Lee y Vince Locke, en Judge Dredd Megazine #284, mayo de 2009)
- North 40 (junto a Aaron Williams, edición limitada de 6 números, WildStorm, septiembre de 2009 - febrero de 2010)
- Northlanders: The Sea Road (junto a Brian Wood, Vértigo, junio de 2010)
- Mistery Society (junto a Steve Niles, IDW Publishing, abril de 2010-actual)
- Jonah Hex #66 (junto a Jimmy Palmiotti, DC Cómics, 2011)
- Saga (junto a Brian K. Vaughan, Image Comics, actuales, 14 de marzo de 2012 – presente)
- Archie (junto a Mark Waid, Archie Comics, 2015 – )

### Trabajo de cubierta
- Sheena #2 Cubierta alternativa (2007) #5  (2008)
- War Machine #5 (2009)
- DV8: Gods and Monsters #1-8 (2010)
- Magus  #1 (2010)
- Superman/Batman #79-80 (2010)
- T.H.U.N.D.E.R. Agents #7-10 (2011)
- 30 Days of Night #1 Cubierta alternativa (2011)
- Criminal Macabre/El Goon: When Freaks Collide (2011)
- Dark Horse Presents (2.ª Serie)  #10 (2012)
- National Comics: Madame X #1 (2012)
- Rat Queens #1 Cubierta alternativa (2013)[17]
- Chrononauts #1 Cubierta alternativa  (2015)
- The Wicked and The Divine #11 Cubierta alternativa  (2015)
- Archie #650